# Буйницкий, Игнат Терентьевич
Игна́т (Игна́тий) Тере́нтьевич (Тарквиньевич) Буйни́цкий (бел. Ігнат (Iгнацій) Цярэнцьевіч (Тарквінневіч) Буйніцкі; 10 (22) августа 1861, усадьба Поливачи Прозорокской волости, ныне Глубокского района Витебской области — 9 (22) сентября 1917) — белорусский актёр, режиссёр, театральный деятель, основатель первого профессионального национального белорусского театра.
Театр Буйницкого показывал спектакли в местечках и деревнях Белоруссии, гастролировал в Вильно, Минске, Полоцке, Санкт-Петербурге, Варшаве и других городах. Его деятельность заложила основы белорусского профессионального театрального искусства. Большинство спектаклей Игнат Буйницкий ставил сам. В 1917 году был одним из инициаторов создания «Первого товарищества белорусской драмы и комедии» в Минске.

## Биография
Родился 10 (22) августа 1861 в усадьбе Поливачи ныне Глубокского района Витебской области в семье мелкого шляхтича герба «Лебедь», Тарквиния-Теофила Зигфридова-Гияцинтова Буйницкого (1824—1896). Окончил Рижское землемерное училище. Актерское образование получил, посещая частную драматическую студию в Вильно. Некоторое время работал землемером. Разъезжая по сёлам Новогрудского, Могилёвского, Полоцкого, Ашмянского уездов, он наблюдал за жизнью простых людей, а их обычаи, песни, танцы записывал.
В 1907 году Игнат Терентьевич вместе с дочерьми Вандой и Еленой, а также со своими близкими друзьями создал в фольварке Поливачи любительскую труппу. Летом 1910 года на её основе была сформирована постоянная группа и начаты продолжительные гастроли по Беларуси. В 1913 году Буйницкий организовал Прозорокское белорусское кредитное общество, в котором каждый крестьянин под небольшой процент мог получить заём. 
Женился Игнат Буйницкий на Франтишке Бржозовской, от этого брака у него осталось три дочери. В 1899 году жена Буйницкого умерла и он женился снова, на Марии Оношко. Вскоре родились ещё две дочери Игната Терентьевича — Евгения (1900—1976; первый раз замужем за Богданом Рымвид-Мицкевичем; второй — за Щепаньским) и Анатолия-Иоланта (1903—1929; муж — Станислав-Ян Валерьянович Грушецкий). 
В 1914—1916 годах Буйницкий принимал активное участие в деятельности виленского общества «В помощь фронту», а в 1917 году отправился на Восточный фронт Первой мировой войны 22 сентября 1917 года умер на сцене во время репетиции (занимался солдатской самодеятельностью). Сначала был похоронен там же, в Молодечно, но позже перезахоронен в Прозороках на центральной площади.

## Театральная деятельность

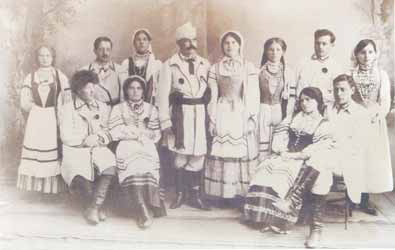
Труппа Игната Буйницкого

Театральную деятельность Игнат Буйницкий начал с проведения белорусских вечеринок в своем имении, в которых принимали участие поливачивские парни и девушки. В 1907 году Игнат Терентьевич вместе с дочерьми Вандой и Еленой, а также со своими близкими друзьями создал в фольварке Поливачи любительский коллектив. Особенностью выступлений было то, что со сцены звучал белорусский язык, исполнялись знакомые простым людям народные танцы. Коллектив Игната Буйницкого начал приобретать популярность, и сельских артистов пригласили принять участие в первой публичной белорусской вечеринке, которая состоялась в 12 февраля 1910 года в Вильно. Выступление труппы прошло настолько успешно, что Игнат Терентьевич решил создать профессиональный театр. В 1910—1913 годах труппа гастролирует не только по Белоруссии, но и в Вильно, Санкт-Петербурге, Варшаве.

Выступления труппы строились оригинально: сначала читались стихи, после шёл собственно спектакль, затем хор исполнял народные белорусские песни, а в финале на сцене появлялись танцоры. Игнат Буйницкий сам ставил пьесы, зачастую играл в них. Деятельность театра поддерживали прогрессивные деятели белорусской культуры: Янка Купала, Якуб Колас, Змитрок Бядуля, Элиза Ожешко, Тётка (последняя часто сама выступала в театре Игната Буйницкого). Состоятельные поклонники дарили Буйницкому золотые перстни. Выпускались открытки с его изображением 
.

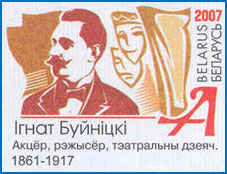
Фрагмент конверта

В репертуар входило более десятка танцев («Лявониха», «Юрка», «Воробей», «Метелица», «Мельник», «Антошка», «Кочан», «Черёмуха», «Полька» и другие). Исполнять народные песни помогал композитор Л. Роговский и хормейстер труппы Я. Феоктистов. Среди этих песен «Дуда-веселуха», «Ах ты дуй», «Подушечка», «За горами, за лесами», «Ох ты дуб», «Прилетели гуси». Ставились известные пьесы белорусских и украинских драматургов: М. Крапивницкого «По ревизии» и «Пошились в дурни», Э. Ожешко «Хам» и «В зимний вечер», К. Каганца «Модный шляхтич».
Деятельность театра обеспечивалась доходами от имения Поливачи. В 1913 году появились материальные трудности, к тому же на театр оказывали давление царские власти, поэтому труппу пришлось распустить.
Несмотря на все сложности, в 1914 году Игнат Буйницкий пытается воссоздать театр, но на сей раз мешает война.
В 1917 году Буйницкий был одним из инициаторов создания «Первого товарищества белорусской драмы и комедии» в Минске, на базе которого возник Национальный академический театр имени Янки Купалы.

## Память
На родине Буйницкого установлен памятник (1976, скульптор И. Миско) и названа улица в Минске, Молодечно и в городе Глубокое.
В 2012 году ко Дню белорусской письменности в Глубокое на Аллее знаменитых земляков был установлен бюст Игнатию Буйницкому.
В 2011 году, 16 августа Национальным банком Республики Беларусь были выпущены монеты номиналом 1 и 10 бел. рублей "150 лет со дня рождения И. Буйницкого" из медно-никелевого сплава и серебра.